# Jungle Commando
El "Jungle Commando" (traducible al español como "Comando de la Jungla" y formalmente denominado como Ejército Nacional de Liberación de Surinam) fue un comando guerrillero de Surinam que luchó en la guerra civil del país. 
Fue fundado por Ronnie Brunswijk en 1986, para asegurar en Surinam la igualdad de derechos de la minoría étnica cimarrón (descendientes de antiguos esclavos africanos). El grupo surgió luego de que las tropas gubernamentales masacraran a 35 personas en la aldea de Moiwana, cerca de Moengo, al haber fallado en capturar a Brunswijk.
El comando combatió contra el presidente surinamés Dési Bouterse y el ejército nacional durante la llamada guerra civil de Surinam. En dicha guerra, el "Jungle Commando" recibió suministros de armas y dinero de varias fuentes, como los Países Bajos, ex-metrópoli colonial de Surinam, la cual se oponía firmemente al gobierno de Bouterse, así como también las organizaciones surinamesas opositoras "Organisasi buruh Motherbond", de Paul Somohardjo y la "Liga de Liberación Nacional de Surinam", de Henk Chin A Sen.
El "Jungle Commando" luchó una guerra de guerrillas contra el gobierno surinamés de Dési Bouterse durante el resto de la década de 1980, hasta finalmente negociar una tregua en marzo de 1991. Durante ese tiempo, el comando controló una vasta zona en el este del país.
En 2005, Brunswijk advirtió que el "Jungle Commando" podría volver a la lucha si se incumplieran las condiciones de paz de Kourou alcanzadas en 1992.